# Агджабединский район
Агджабеди́нский райо́н (азерб. Ağcabədi rayonu) — район в центральном Азербайджане. Административный центр — город Агджабеди.

## Этимология
Название района происходит от названия районного центра, города Агджабеди. Топоним «Агджабеди» происходит от тюркских слов «агджа» (сероватый) и «бет» (горный склон).

## История
Район образован 8 августа 1930 года. 24 января 1939 года 1 сельсовет и 4 селения Агджабединского района были переданы в Ждановский район. 4 января 1963 года район ликвидирован и присоединён к Агдамскому району. Образован вновь 6 января 1965 года.

## География
Район граничит на северо-западе с Бардинским, на северо-востоке с Зардобским, на востоке с Бейлаганским, на юге с Физулинским, на юго-западе с Ходжавендским и на западе с Агдамским районами.
Агджабединский район расположен на Мильской и Карабахской равнинах Кура-Араксинской низменности. Рельеф района низменный, по направлению с северо-востока на юго-запад постепенно возвышается.
Территория района образована из континентальных аллювиальных и морских отложений антропогенной системы. До недавних пор имелись глиняные залежи.
На территории Агджабединского района распространены серо-луговые, серые, лугово-серые почвы. В центральной части встречаются соленые и солончаковые почвы. В период СССР в районе проводились мелиорационные и дренажные работы. Растения степного и полупустынного типа. На берегу Куры распространены кустарниковые заросли, поредевшие тугайные леса. Ландшафт преимущественно полупустынный.
Из животных на территории района обитают джейраны, волки, кабаны, шакалы, лисы, нутрии, барсуки, зайцы, мыши-песчанки. Из птиц — турачи, голуби, чернобрюхие рябки, фазаны. На территории района расположен Аггёльский национальный парк, в котором содержатся 15 видов животных, 20 видов рыб, 40 видов растений. В парке зимуют и гнездятся до 300 различных видов птиц.
Климат умеренный жаркий, сухой субтропический. Средняя температура в январе 1,2 — 1,7°С, в июле 25 — 26°С. Среднегодовой уровень осадков — 300—500 мм. Речная сеть негустая. Приблизительно в 45 км от северо-восточной границы протекает река Кура, через центральную часть — Каркарчай. Через территорию района проходят Верхне-Карабахский и имени Орджоникидзе каналы. Есть соленые озера.

## Административное устройство

### Муниципалитеты
В районе действуют 1 городской и 14 сельских муниципалитетов:
1. Муниципалитет Агджебеди;
2. Муниципалитет Афшар;
3. Муниципалитет Боят;
4. Муниципалитет Хаджыбеделли;
5. Муниципалитет Хиндарх;
6. Муниципалитет Хюсюлю;
7. Муниципалитет Ходжавенд;
8. Муниципалитет Кехризли;
9. Муниципалитет Гарадолаг;
10. Муниципалитет Гаравелли;
11. Муниципалитет Муганлы;
12. Муниципалитет Сарыджалы;
13. Муниципалитет Тезекенд;
14. Муниципалитет Енигарадолаг;
15. Муниципалитет Юхары Гиямеддинли.

### Административные округи и села[7]
| Агджебединский район - статистический код 60800001 Количество админ. округов: Количество админ единиц: Городов . . 1 Городов . . . 1 Поселков . . 1 Поселков . . . 1 Сёл . 39 Сел . . 44 |

| статистические коды | Названия | Статистические коды | Названия |
| 60801005 60801014 60811005 60811018 60812005 60812018 60813005 60813018 60814005 60814018 60815005 60815018 60803005 60803018 60803028 60816005 60816018 60817005 60817018 60818005 60818018 60819005 60819018 60820005 60820018 60821005 60821016 60822005 60822018 60823005 60823018 60824005 60824018 60825005 60825018 60804005 60804018 60804028 60826005 60826018 60827005 60827018 60828005 60828018 | 1. Городской округ Агджебеди Город Агджебеди 2. Сельский округ Агабейли Село Агабейли 3. Сельский округ Аран Село Аран 4. Сельский округ Аразбар Село Аразбар 5. Сельский округ Ашагы Афшар Село Ашагы Афшар 6. Сельский округ Афшар Село Афшар 7. Сельский округ Боят Село Боят Село Билейен 8. Сельский округ Джафарбейли Село Джафарбейли 9. Сельский округ Гялябядин Село Гялябядин 10. Сельский округ Гёюк Село Гёюк 11. Сельский округ Хаджибеделли Село Хаджибеделли 12. Сельский округ Хаджылар Село Хаджылар 13. Поселковый округ Хиндарх Поселок Хиндарх 14. Сельский округ Хюсюлю Село Хюсюлю 15. Сельский округ Ходжавенд Село Ходжавенд 16. Сельский округ Имамгулубейли Село Имамгулубейли 17. Сельский округ Кябирли Село Кябирли 18. Сельский округ Кяхризли Село Бала Кяхризли Село Бёюк Кехризли 19. Сельский округ Кюрдляр Село Кюрдляр 20. Сельский округ Гарадолаг Село Гарадолаг 21. Сельский округ Гараханлы Село Гараханлы | 60829005 60829018 60830005 60830018 60831005 60831018 60832005 60832018 60833005 60833018 60834005 60834018 60835005 60835018 60836005 60836018 60837005 60837018 60838005 60838018 60839005 60839018 60840005 60840018 60841005 60841018 60842005 60842018 60843005 60843018 60809005 60809018 60809028 60809038 60844005 60844018 60845005 60845018 60846005 60846018 60807005 60807028 60807018 | 22. Сельский округ Гаравелли Село Гаравелли 23. Сельский округ Гиямеддинли Село Гиямеддинли 24. Сельский округ Мехраблы Село Мехраблы 25. Сельский округ Минахорлу Село Минахорлу 26. Сельский округ Муганлы Село Муганлы 27. Сельский округ Наджефгулубейли Село Наджефгулубейли 28. Сельский округ Периоглулар Село Периоглулар 29. Сельский округ Поладлы Село Поладлы 30. Сельский округ Ренджберляр Село Ренджберляр 31. Сельский округ Салманбейли Село Салманбейли 32. Сельский округ Сарыджалы Село Сарыджалы 33. Сельский округ Сарванлар Село Сарванлар 34. Сельский округ Шахсевен Село Шахсевен 35. Сельский округ Шахсевен Тезекенд Село Шахсевен Тезекенд 36. Сельский округ Шенлик Село Шенлик 37. Сельский округ Шяряфханлы Село Шяряфханлы Село Шахмалылар Село Шотланлы 38. Сельский округ Тайнаг Село Тайнаг 39. Сельский округ Тезекенд Село Тезекенд 40. Сельский округ Ени Гарадолаг Село Ени Гарадолаг 41. Сельский округ Юхары Гиямаддинли Село Мирзяхагвердили Село Юхары Гиямаддинли |

## Население
| Численность населения | Численность населения | Численность населения | Численность населения | Численность населения | Численность населения | Численность населения | Численность населения | Численность населения | Численность населения | Численность населения | Численность населения |
| 1939                  | 1959                  | 1970                  | 1976                  | 1979                  | 1989                  | 1991                  | 1999                  | 2009                  | 2013                  | 2014                  | 2018                  |
| --------------------- | --------------------- | --------------------- | --------------------- | --------------------- | --------------------- | --------------------- | --------------------- | --------------------- | --------------------- | --------------------- | --------------------- |
| 35 133                | ↗40 279               | ↗59 837               | ↗64 400               | ↗68 205               | ↗90 345               | ↗92 000               | ↗107 833              | ↗121 707              | ↗127 300              | ↗128 700              | ↗134 656              |

В 1976 году плотность населения составляла 36,7 человек на км². В 2009 году эта цифра составила 69 человек на км². На 2009 год 62 % населения проживает в сёлах.

## Экономика
В период ССР в районе было развито сельское хозяйство. Были увеличены обороты хлопководства, животноводства (преимущественно овцеводства) и шелководства. В 1975 году в районе работали 21 колхоз, 1 совхоз. На 1975 год пригодных земель насчитывалось 75,7 тысяч гектаров. Из них 33,4 тысячи гектаров пахотных земель, 1,8 тысячи гектаров земель, выделенных под многолетние растения, 600 гектаров, выделенных под сенокос, 39,9 тысяч гектаров пастбищ.
Из 33,4 тысяч гектаров пахотных земель 30 % выделено под зерновые и зернобобовые культуры, 40 % под технические культуры (хлопок), 1 % под овощи и картофель, 29 % под кормовые культуры. Под виноградники выделена 1 тысяча гектаров. В совхозах и колхозах содержались 12,8 тысяч голов крупного, 146,8 тысяч голов мелкого рогатого скота. В 1975 году хозяйствами района было произведено 18,6 тысяч тонн зерна, 39,1 тысяч тонн хлопка.
В районе находились межрайонный завод починки машин, маслосыродельный завод, районный отдел треста «Азсельхозтехника», производственный комбинат, комбинат бытового обслуживания.
Район принадлежит к Карабахскому экономическому району. Является преимущественно сельскохозяйственным. Развивается хлопководство, хлеборобство, шелководство. В хозяйствах на 2007 год содержится 74 662 головы крупного, 303 830 голов мелкого рогатого скота, 1520 голов лошадей, 279 447 единиц птиц.
Количество плодородных земель составляет 81,5 тысяча гектаров. Из них 60 тысяч гектаров выделены под пастбища, 55,3 тысяч гектаров засеяно, 800 гектаров выделено под фруктовые сады. В 2018 году было произведено более 20 тысяч тонн хлопка.
Действует Агджабединский зерновой агропарк площадью 3 094 гектара. Из них посевная площадь - 1368 гектар. В 2021 году в агропарке собрана 20 721 тонна зерновых культур, в том числе пшеница, ячмень, кукуруза, хлопок, соя.

## Инфраструктура
По территории района проходит 844,9 километров автодорог.
Для постоянного обеспечения населения электроэнергией в действуют 4 подстанции.
В 2013 году в районе находилось 30 АТС, обеспечивавших связью 46 населенных пунктов. За 2003—2013 года число телефонных номеров возросло в 2,4 раза, а число пользователей интернета в районе возросло в 7,7 раз.
На 2008 год в районе находится 29 почтовых отделений.

## Культура
С 1932 года издается общественно-политическая газета «Аран» (раннее — «Сурет»). В 1936 году начато вещание местной радиостанции.

## Образование
На 2009 год действуют 36 дошкольных учреждений, 62 среднеобразовательных школы, в которых обучалось на тот момент 21 146 учеников, средняя техническая школа, филиалы Азербайджанского педагогического института и Сумгаитского музыкального техникума, Агджабединский педагогический техникум, школа искусств, центр мугама, 8 музыкальных школ, 43 дома культуры и клубов, 3 музея и 74 библиотек.

## Здравоохранение
Действуют 12 больниц на 685 коек, 17 врачебных амбулаторий, центр эпидемиологии и гигиены, 22 фельдшерско-акушерских пункта. На 2009 год в медучреждениях района работало 165 врачей, в их числе 4 стоматолога, 623 средних медицинских работника, включая 69 акушеров.

## Достопримечательности
В августе 2009 года в период исследований на территории городища Галатепе у села Салманбейли Агджабединского района, проводимых сотрудниками Института археологии и этнографии НАНА, были обнаружены остатки города, существовавшего на рубеже античных и средних веков. В результате исследований были обнаружены крепостные стены высотой более 5 метров, улица длиной 15 метров, и другие остатки строительства. Выявлена многослойность памятника. Верхний слой охватывает средневековый период XI—XII века, второй слой — раннее средневековье, нижний слой — античный период.